# Maik Herold
Maik Herold (* 1982 in Karl-Marx-Stadt) ist ein deutscher Politikwissenschaftler mit den Schwerpunkten Politische Theorie und Ideengeschichte, Politische Soziologie und Politische Kulturforschung.

## Leben
Herold absolvierte ein Studium der Politikwissenschaft, Rechtswissenschaften und Neueren/Neuesten Geschichte sowie ein Begleitstudium Regionalwissenschaften Lateinamerika an der Technischen Universität Dresden und der Boston University. Anschließend arbeitete er zwischen 2009 und 2015 am Sonderforschungsbereich 804 „Transzendenz und Gemeinsinn“. Seit 2015 ist er als wissenschaftlicher Mitarbeiter und Lehrbeauftragter an der Dresdner Professur für Politische Theorie und Ideengeschichte von Hans Vorländer tätig, unter anderem im Forschungsprojekt „Der gute Bürger. Erwartungshorizonte und Zuschreibungspraxen“ sowie seit Oktober 2017 am Mercator Forum Migration und Demokratie (MIDEM). 2021 wurde er mit einer Dissertation zum Thema „Der gute Wirtschaftsbürger. Politische Begründungen ökonomischen Handelns in der Antike.“ an der TU Dresden zum Dr. phil. promoviert. 2022 war Herold als Visiting Lecturer an der Karls-Universität in Prag sowie 2023 an der Universität Bologna tätig.

## Forschung
Die Schwerpunkte von Maik Herolds wissenschaftlicher Tätigkeit liegen in den Bereichen von Politischer Theorie und Ideengeschichte, Politischer Soziologie und Politischer Kulturforschung. Vor diesem Hintergrund forscht er zu Fragen von Populismus, Extremismus und Protest, politischer Polarisierung, gesellschaftlichem Zusammenhalt und Bürgerethik. Im Fokus steht dabei vor allem Mittel- und Osteuropa sowie insbesondere Ostdeutschland.

## Schriften (Auswahl)
- mit Hans Vorländer und Steven Schäller: Wer geht zu PEGIDA und warum? Eine empirische Untersuchung von PEGIDA-Demonstranten in Dresden. (= Schriften zur Verfassungs- und Demokratieforschung. Band 1/2015). Zentrum für Verfassungs- und Demokratieforschung an der Technischen Universität Dresden, Dresden 2015, ISBN 978-3-86780-426-4.
- mit Hans Vorländer und Steven Schäller: PEGIDA. Entwicklung, Zusammensetzung und Deutung einer Empörungsbewegung. Springer, Wiesbaden 2016, ISBN 978-3-658-10981-3.
- mit Hans Vorländer und Steven Schäller: PEGIDA and New Right-Wing Populism in Germany. Springer International, Cham 2018, ISBN 978-3-319-67494-0.
- mit Hans Vorländer und Cyrill Otteni: Covid-19 in Sachsen. Sozialräumliche und politisch-kulturelle Rahmenbedingungen des Pandemiegeschehens. Dresden 2021, ISSN 2628-9822.
- Der gute Wirtschaftsbürger. Politische Begründungen ökonomischen Handelns in der Vormoderne. Campus Verlag, Frankfurt a. M./New York 2022, ISBN 978-3-593-51601-1.